# Saint-Samson-sur-Rance
Saint-Samson-sur-Rance è un comune francese di 1 551 abitanti situato nel dipartimento delle Côtes-d'Armor nella regione della Bretagna.

## Società

### Evoluzione demografica
Abitanti censiti